# Zatoka Gdańska (spis fauny)
Dotychczas stwierdzono w wodach Zatoki Gdańskiej 74 gatunki ryb.

## strunowceChordata

### promieniopłetweActinopterygii

#### jesiotrokształtneAcipenseriformes
jesiotrowate Acipenseridae
- jesiotr ostronosy Acipenser oxyrinchus[1] EX
- jesiotr syberyjski Acipenser baeri ?
- sterlet Acipenser ruthenus R
- jesiotr rosyjski Acipenser gueldenstaedti ?

#### węgorzokształtneAnguilliformes
węgorzowate Anguillidae
- węgorz europejski Anguilla anguilla O

#### śledziokształtneClupeiformes
śledziowate Clupeidae
- aloza Alosa alosa RR
- parposz Alosa fallax E
- szprot Sprattus sprattus O
- śledź Clupea harengus O

sardelowate Engraulididae
- sardela europejska Engraulis encrasicolus RR

#### karpiokształtneCypriniformes
karpiowate Cyprinidae
- płoć Rutilus rutilus V
- jaź Leuciscus idus R
- wzdręga Scardinius erythrophthalmus RR
- boleń Aspius aspius R
- lin Tinca tinca RR
- świnka Chondrostoma nasus RR
- brzana Barbus barbus RR
- ukleja Alburnus alburnus R
- krąp Blicca bjoerkna V
- leszcz Abramis brama V
- rozpiór Abramis ballerus R
- certa Vimba vimba RR
- ciosa Pelecus cultratus R
- karaś Carassius carassius RR
- karp Cyprinus carpio RR

#### szczupakokształtneEsociformes
szczupakowate Esocidae
- szczupak Esox lucius E

#### stynkokształtneOsmeriformes
stynkowate Osmeridae
- stynka Osmerus eperlanus O

#### łososiokształtneSalmoniformes
łososiowate Salmonidae
- łosoś szlachetny Salmo salar EX – dotyczy populacji rodzimych, poza tym reintrodukowany
- pstrąg tęczowy Oncorhynchus mykiss O
- troć Salmo trutta V
- sieja Coregonus lavaretus R
- lipień Thymallus thymallus RR

#### dorszokształtneGadiformes
dorszowate Gadidae
- witlinek Merlangius merlangus RR
- czarniak Pollachius virens RR
- dorsz Gadus morhua V
- plamiak Melanogrammus aeglefinus RR
- miętus pospolity Lota lota R
- molwa Molva molva RR
- motela Enchelyopus cimbrius O

#### belonokształtneBeloniformes
belonowate Belonidae
- belona Belone belone V

#### ciernikokształtneGasterosteiformes
ciernikowate Gasterosteidae
- ciernik Gasterosteus aculeatus O
- cierniczek Pungitius pungitius O
- pocierniec Spinachia spinachia RR

#### igliczniokształtneSyngnathiformes
igliczniowate Syngnathidae
- iglicznia Syngnathus typhle E
- wężynka Nerophis ophidion O

#### skorpenokształtneScorpaeniformes
kurkowate Triglidae
- kurek czerwony Trigla lucerna RR
- kurek szary Eutrigla gurnardus RR

głowaczowate Cottidae
- kur diabeł Myoxocephalus scorpius O
- kur rogacz Myoxocephalus quadricornis RR
- kur głowacz Taurulus bubalis RR

lisicowate Agonidae
- lisica Agonus cataphractus V

dennikowate Liparidae
- tasza Cyclopterus lumpus O
- dennik Liparis liparis R

#### okoniokształtnePerciformes
okoniowate Percidae
- okoń Perca fluviatilis V
- sandacz Stizostedion lucioperca O
- jazgarz Gymnocephalus cernuus O

węgorzycowate Zoarcidae
- węgorzyca Zoarces viviparus O

ostropłetwcowate Pholididae
- ostropłetwiec Pholis gunnellus R

dobijakowate Ammodytidae
- tobiasz Ammodytes tobianus O
- dobijak Hyperoplus lanceolatus O

babkowate Gobiidae
- babka czarna Gobius niger V
- babka mała Pomatoschistus minutus O
- babka piaskowa Pomatoschistus microps V
- babka czarnoplamka Gobiusculus flavescens R
- babka bycza Neogobius melanostomus O

makrelowate Scombridae
- makrela atlantycka Scomber scombrus RR
- tuńczyk błękitnopłetwy Thunnus thunnus RR

włócznikowate Xiphiidae
- włócznik Xiphias gladius RR

#### flądrokształtnePleuronectiformes
skarpiowate Bothidae
- turbot Psetta maxima O
- nagład Scophthalmus rhombus RR

flądrowate Pleuronectidae
- zimnica Limanda limanda R
- stornia Platichthys flesus O
- gładzica Pleuronectes platessa V

solowate Soleidae
- sola zwyczajna Solea vulgaris RR

Kategorie zagrożeń w Zatoce Gdańskiej: EX – wyginął, E – ginący, V – narażony na wyginięcie, R – rzadki, RR – bardzo rzadki, O – niezagrożony, ? – występowanie wątpliwe